# Hubert Besson
Pour les articles homonymes, voir Besson.
Hubert Besson est un producteur de films français, travaillant pour Telfrance Série, racheté en 2008 par Fabrice Larue à Michel Canello. Il produit entre autres le feuilleton Plus belle la vie entre 2004 et 2017, aux côtés de Michelle Podroznik (Mima Production) et François Charlent (Rendez-Vous Production). 

## Biographie
(novembre 2018).
En tant que directeur Général de Telfrance Série, il est souvent au cœur de scandales liés au feuilleton, comme au printemps 2009, quand huit comédiens de la série ont porté plainte contre la société de production à la suite de l'utilisation de vieilles photos de groupe pour une campagne publicitaire en partenariat avec Carrefour : "Les 10 jours star PBLV".
Par le passé, les rapports ont pu se tendre entre Telfrance (sa société de production) et France Télévisions (le diffuseur) dont Patrick de Carolis est alors à la tête. À ce jour, plusieurs bras de fer ont éclaté dans les négociations pour le renouvellement du contrat. En 2009, Hubert Besson menace France 3 de se tourner vers une autre chaîne s'il n'y a pas d'augmentation .
En décembre 2007, Telfrance est assignée en justice après l'apparition à son insu d'un marseillais, Eric Bédiez, dans un des épisodes. En appel, la production de Hubert Besson est condamnée à 2 000 €. Aucune excuse n'est faite à la victime.
En 2009 et 2010, il doit faire face au scandale de l'affaire Médigue : Hélène Médigue, « Charlotte » dans Plus belle la vie, décide de saisir la justice à la suite de son soudain licenciement alors qu'elle était enceinte. Elle remporte son procès (mais n'est pas réintégrée dans le feuilleton), et Telfrance décide de faire appel. La société de production de Hubert Besson est alors condamnée à verser 51 000 € de dommages et intérêts à la comédienne. Hélène Médigue a finalement perdu en cassation et Telfrance Série n'a pas souhaité récupérer les fonds versés. Il y a eu d'autres tentatives d'éviction de la part de la production (Anne Décis). Sur les forums, la production est régulièrement critiquée et accusée de traiter les comédiens comme des "objets"  et d'orienter le feuilleton à gauche politiquement.
En février 2013, Hubert Besson avoue que la production prépare, en accord avec France 3, un spin-off pour Aurélie Vaneck et Ambroise Michel au moment de leur départ . Trois mois plus tard, Ambroise Michel réplique en annonçant que "ce n'est pas d'actualité". Le pilote est finalement tourné avec les deux comédiens en octobre pour une diffusion en avril 2014, mais aucune suite n'est effectivement prévue. 
Les anciens comédiens de la série n'hésitent pas à la critiquer ouvertement : « Dans Plus belle la vie, la production m'avait dit qu'on allait attendre deux, trois mois pour faire revenir mon personnage. Mais rien ne s'est passé. La vérité, c'est qu'on m'a éjectée des scénarios sans aucune explication. Je ne cautionne pas la façon dont on traite les gens en télévision : on vous prend, on vous jette sans aucun égard. », déclare Cécile Auclert .
Les fans laissent régulièrement paraître leur colère envers la production sur le forum France 3 lors d'évictions, notamment : Cécile Auclert, Hélène Médigue, Virginie Pauc, Franck Borde, Charlotte Boimare, Flavie Péan (probablement virée à cause d'un sketch parodiant Plus belle la vie dans l'émission Groland), Nadège Beausson-Diagne,, Valentine Atlan, et des pétitions émergent sur les réseaux sociaux. La production a aussi demandé à Franck Sémonin, qui avait un projet parallèle sur TF1, de faire un choix, puis c'est au tour de Dounia Coesens en 2014 d'être poussée vers la sortie, alors qu'elle aurait aimé que son personnage intervienne encore tous les trois ou quatre mois. En janvier 2016, Jean-François Malet (brigadier Leroux), Céline Vitcoq (Wendy) et Sonya Salem sont poussés vers la sortie.
Plus tard, un nouveau scandale éclate, lié cette fois aux réseaux sociaux. Depuis le lancement de « Plus belle la vie Numérique » en février 2012, une page Facebook officielle a été créée par la production Telfrance, qui a pour cela fusionné des pages de fans, dont celle de Laurence, responsable d'un site non officiel, qui contenait plus de 600 000 fans. En décembre 2013, le TGI de Paris ordonne le rétablissement de cette page (ce qui, à ce jour, n'a pas été fait) et condamne la société Telfrance Série à verser 13 000 € de dommages et intérêts à la détentrice de la page. Depuis, Telfrance Série a gagné en appel et cette page est définitivement fermée.
En 2014, le feuilleton Plus belle la vie fête ses dix ans. Hubert Besson accorde une interview au Parisien et explique que « l'année 2014 s'annonce riches en rebondissements. La trame sera dense. Certains personnages historiques commencent à s'essouffler, il n'est pas impossible qu'ils nous quittent peut-être à tout jamais », une information réitérée en avril, sans toutefois mentionner de noms. Plus tard, Douala disparaît des écrans. Une grande soirée anniversaire est cependant prévue le 21 octobre 2014 pour les 10 ans, et à cette occasion, la production annonce un nouveau générique, habillage et logo. Mais il n'en est rien : rien n'est changé.
En avril 2014, sa société Telfrance fait fermer sans justification l'unique boutique officielle PBLV, située à Marseille, bien que les ventes soient encore satisfaisantes. Les habitants sont mécontents car le commerce rendait le quartier du Panier attractif sur les plans économique et touristique. Philippe Bonifay, le propriétaire de la boutique, désire racheter la licence PBLV. Hubert Besson refuse. 
Le feuilleton Plus belle la vie fait souvent l'objet de « buzz » pour les thèmes controversés qu'il aborde. Par exemple, en mars 2014, une séquence montrant comment rouler un joint provoque de vives réactions sur les réseaux sociaux et attire les foudres de certains membres du CSA ,,,. En mai 2015, un plan à trois sous poppers crée une importante polémique,,,. En janvier 2016, une scène incestueuse provoque attire à son tour les foudres des téléspectateurs,. En mars 2016, c'est au tour d'une scène de viol et d'un sondage douteux émis par le site officiel,.
En 2016, de nouvelles tensions éclatent entre la production et le diffuseur, France 3, qui peinent à se mettre d'accord, alors que le contrat arrive à son terme en mai 2016, et des rumeurs de transfert sur TF1 apparaissent. Le contrat n'est à ce jour pas reconduit mais le feuilleton est prolongé pour une durée d'un an, après l'utilisation d'une clause de non-reconduction.
En avril 2017, Hubert Besson annonce qu'un personnage phare va mourir. Wendy, personnage récurrent depuis 2013, meurt. Ce n'est pas une décision de l'actrice . Un an plus tôt, l'interprète Céline Vitcoq avait claqué la porte de PBLV suit à un désaccord sur l'évolution de son personnage. La parution d'un livre sur son personnage, La tentation de Wendy, lui avait également déplu. Toutefois, rien ne prouve que cette éviction soit liée aux désaccords de l'actrice avec la société d'Hubert Besson.
En 2017, Hubert Besson produit le nouveau feuilleton de TF1, Demain nous appartient et propose le rôle principal à Véronique Genest, qui sera finalement remplacée par Ingrid Chauvin à la suite de l'éviction de Besson. En juin, Hubert Besson arrête également de produire le feuilleton qu'il a créé quatorze ans plus tôt, Plus belle la vie. Il est remplacé par Sébastien Charbit.

## Production
- 2004-2017 : Plus belle la vie (France 3)
- 2009 : Otages, réalisation Didier Albert, avec Yves Renier, Estelle Lefebure, Didier Cauchy (TF1)
- 2013 : Sur les quais (spin off), réalisation Williams Crépin avec Stéphane Henon, Patrick Juiff.
- 2014 : Une vie en Nord, (spin off), réalisation Williams Crépin, avec Aurélie Vaneck et Ambroise Michel
- 2014 : Un printemps tunisien, réalisation Raja Amari avec Bilel Briki, Anissa Daoud, Bahram Alaoui, Hichem Yacoubi (Arte)
- 2014 : Anarchy (8 × 26 min), réalisation Michel Hassan (France 4)
- 2014 : French Connection, réalisation David Korn Bzoza1 h 40, décembre 2014, France 3, présentation en ligne
- 2017 : Demain nous appartient (TF1)
- 2020 : Il est elle, réalisation Clément Michel (TF1)
- 2023 : Meurtres à Font-Romeu, réalisation Marion Lallier (France 3)